# Amparo Folgado Tonda
Amparo Folgado Tonda (Torrente, 2 de abril de 1965) es una política española, alcaldesa de Torrente (Valencia) desde el 17 de junio de 2023, cargo que ya desempeñó desde 2012 hasta junio de 2015. Asimismo, es, desde julio de 2023, diputada provincial de Gobierno Abierto e Integridad Institucional en la Diputación Provincial de Valencia. Además, es presidenta Local del Partido Popular y vicesecretaria de Política Territorial del Partido Popular en la Provincia de Valencia.

## Biografía
Diplomada en Trabajo Social, empezó a trabajar como asesora del grupo municipal del Partido Popular (PP) en 1995 de la mano del abogado Benito Nemesio, que entonces era el portavoz y posteriormente continuó desarrollando esta función cuando llegó el relevo con Vicente Soria, al frente del grupo. En 2007, María José Català la fichó para su candidatura electoral. Tras ganar las elecciones municipales ejerció de concejal de Recursos Humanos, Interior e Información, y en 2011 se añadió el área de Educación. 
En diciembre de 2011 el presidente de la Generalidad Valenciana, Alberto Fabra, llama a Catalá para formar parte del Gobierno y esta renuncia a la alcaldía de Torrente en favor de Amparo Folgado, que toma posesión del cargo el 12 de enero de 2012.  
Entre los principales logros de su mandato como alcaldesa, cabe destacar la construcción del CEIP Les Terretes, el trinquete municipal y el Antic Mercat, además de la reforma integral de la Calle Valencia, la reducción de la deuda municipal, la consecución de superávit presupuestario y la reducción del IBI.   
En mayo de 2015 ganó las elecciones municipales con 12 230 votos pero, un pacto entre PSPV, Compromís y Guanyant, impidió que repitiera como alcaldesa. En 2019 repite como candidata a la alcaldía de Torrente, obteniendo 9420 votos, un 26,88%. Durante este tiempo fue portavoz de los populares en el Ayuntamiento de Torrente, además de secretaria de la Comisión de Educación, Cultura, Patrimonio Cultural, Deportes y Juventud en la Federación Valenciana de Municipios y Provincias, siendo también miembro de la Junta Directiva Regional del PPCV presidida por Carlos Mazón. 
El 17 de abril de 2021 fue elegida presidenta local del Partido Popular de Torrente en el vii Congreso Local de la formación. A finales de julio de 2021 fue nombrada vicesecretaria de Política Territorial del Partido Popular en la Provincia de Valencia, por parte de su presidente, Vicente Mompó Aledo.
El 28 de mayo de 2023, como candidata a la alcaldía de Torrente, obtuvo 13 436 votos, el 33,28%, un aumento de 4016 votos respecto a las elecciones municipales de 2019.  
Ocho años después de su primer mandato, el 17 de junio de 2023 recibe el bastón de mando de Torrente, de manos de Jesús Ros Piles, su predecesor en el cargo, tras llegar a un pacto de gobierno con Vox para la legislatura 2023-2027.
En junio de 2023 fue nombrada diputada provincial en la Diputación de Valencia. Tras la elección de Vicente Mompó Aledo como presidente de la corporación provincial, la nombró Diputada de Gobierno Abierto e Integridad Institucional.  

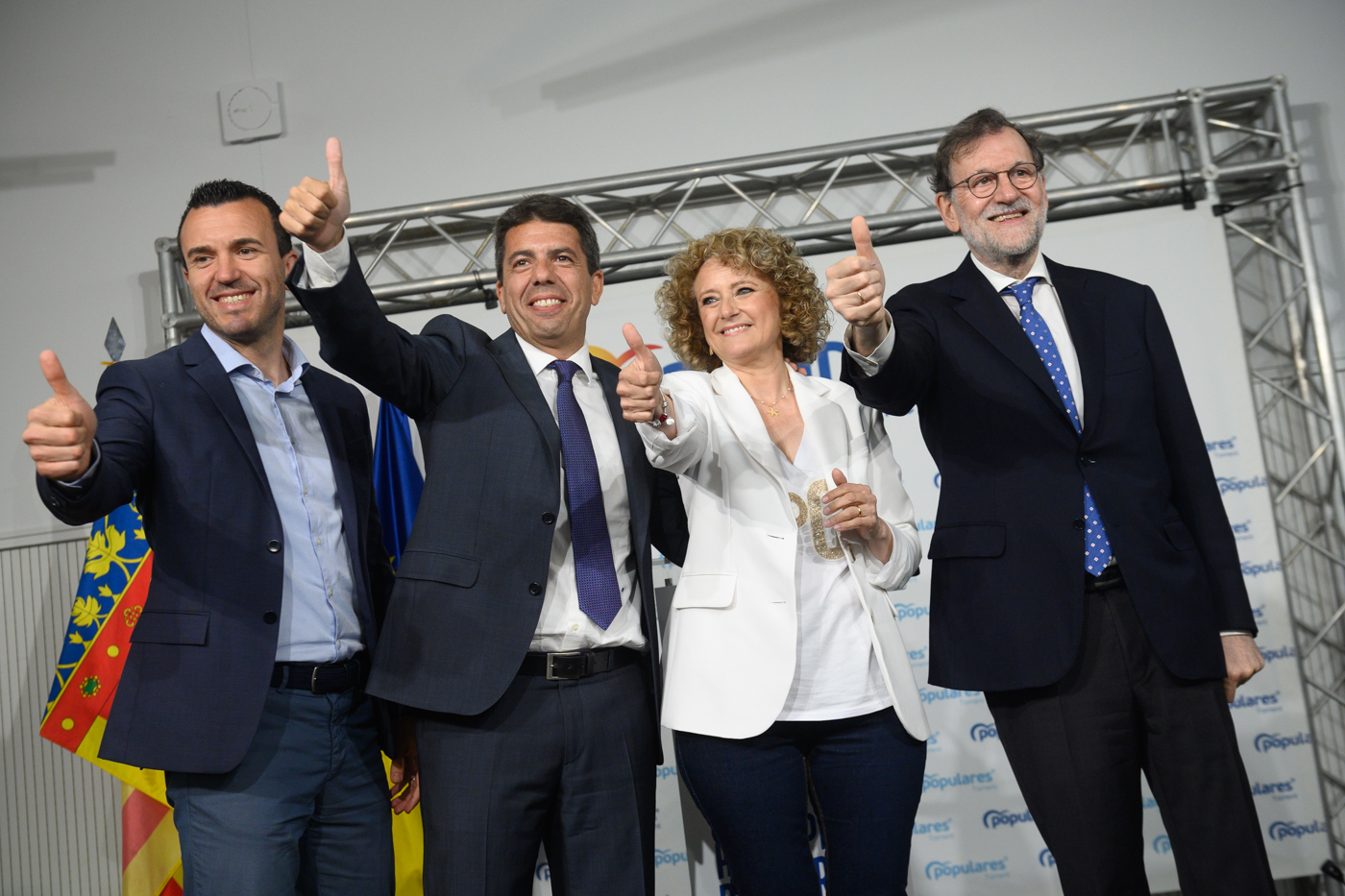
Presentación de Amparo Folgado a la alcaldía de Torrente, arropada por Mariano Rajoy, Carlos Mazón y Vicente Mompó